# Александър Касъров
Александър Касъров-Сашо е български футболист, ляв полузащитник.
Играе е за Ботев (Пловдив) в периода от 1927 до 1940 г. Излиза от детско-юношеската школа на клуба. Има 126 мача и 23 гола в градското и областно първенство на Пловдив и държавното първенство на България, участник в първенството на първата Национална футболна дивизия през 1938 г. Шампион и носител на купата на страната през 1929, 3 място през 1930 г. Участва в 10 приятелски международни срещи и над 150 приятелски срещи с екипа на „Ботев“.